# Миломлин
Миломлин (пољ. Miłomłyn) град је у Пољској у Војводству варминско-мазурском. По подацима из 2012. године број становника у месту је био 2417.

## Становништво
| 2012. |
| ----- |
| 2.417 |

## Партнерски градови
- Клеце